# 貝瑟尼鎮區 (密歇根州)
貝瑟尼鎮區（英語：Bethany Township）是位於美國密歇根州格拉希厄特縣的一個行政鎮區。

## 地方資料
貝瑟尼鎮區的面積為91.20平方千米，當中陸地面積為91.10平方千米，而水域面積為0.10平方千米。根據2020年美國人口普查的數據，當地共有人口1773人，而人口密度為每平方千米19.44人。